# Isabel de Ibelín (reina de Chipre y Jerusalén)
Isabel de Ibelín (1241-1324) fue reina de Chipre y Jerusalén por su matrimonio con Hugo III de Chipre.

## Biografía
Isabel era la hija de Guido de Ibelín, mariscal y condestable del Reino de Chipre.
Se casó con Hugo de Antioquía, quien sucedió a su primo sin hijos Hugo II como rey de Chipre en 1267 gracias a las conexiones de su familia. En 1268, su esposo también se convirtió en rey de Jerusalén. Murió en 1284 y las coronas pasaron a sus hijos, primero a Juan I y poco después a Enrique II.
Cuando su hijo Amalarico tomó el poder en 1306, la reina Isabel y su hermano Felipe apoyaron sin éxito a su hijo mayor, el rey Enrique. Amalarico fue asesinado el 5 de junio de 1310, y otro hijo, Emerico, fue proclamado gobernador en su lugar. Pero el 11 de junio, los partidarios del rey encarcelado se pusieron en contacto con su madre, la reina Isabel, los representantes papales y el partido de Emerico. Emerico fue superado en número y acordó con sus partidarios restaurar a Enrique a cambio de la promesa de Isabel de persuadir a Enrique de que los perdonara y ratificara las transacciones legales que hicieron.  Los enviados informaron al rey Jaime II de Aragón, esposo de María, la hija de Isabel, que Isabel y Felipe dominaron la corte de Enrique durante el resto de su reinado.

## Descendencia
Isabel y Hugo tuvieron la siguiente descendencia:
- Juan (1267-1285), rey de Chipre
- Bohemundo de Lusignan (1268-1281)
- Enrique (1271-1324), rey de Chipre
- Amalarico (1272-1310), príncipe de Tiro y regente de Chipre
- María (1273-1322), se casó en 1315 con Jaime II de Aragón
- Emerico (1275-1316), condestable de Chipre
- Margarita (1276-1296), se casó en 1288 con Thoros III de Armenia
- Guido (1278-1303), condestable de Chipre
- Alicia (1279-1324), se casó en 1295 con Balián de Ibelín
- Helvis
- Isabel (1280-1319), se casó con Constantino Neghir, señor de Partzerpert (muerto en 1308), después con Oshin de Armenia.